# Shūrā Kandī
Shūrā Kandī (persiska: شوراكَندی, شورا کندی, Shūrākandī, شيروان شاهلوی عُليا, شيروانشاهلو) är en ort i Iran.   Den ligger i provinsen Västazarbaijan, i den nordvästra delen av landet, 600 km väster om huvudstaden Teheran. Shūrā Kandī ligger 1 418 meter över havet och antalet invånare är 173.
Terrängen runt Shūrā Kandī är kuperad åt sydväst, men åt nordost är den platt. Terrängen runt Shūrā Kandī sluttar österut. Runt Shūrā Kandī är det ganska tätbefolkat, med 108 invånare per kvadratkilometer. Närmaste större samhälle är Naqadeh, 18,8 km söder om Shūrā Kandī. Trakten runt Shūrā Kandī består i huvudsak av gräsmarker.